# Ardirejo (Kepanjen)
Ardirejo is een bestuurslaag in het regentschap Malang van de provincie Oost-Java, Indonesië. Ardirejo telt 6007 inwoners (volkstelling 2010).